# Festival international des cinémas d'Asie de Vesoul 2019
Le Festival international des cinémas d'Asie de Vesoul 2019, 25e édition du festival, se déroule du 5 au 12 février 2019.

## Déroulement et faits marquants
La sélection est dévoilée le 16 janvier 2019.
Pour la 25e édition, la cérémonie d'ouverture s'est tenue en présence de Franck Riester, Ministre de la Culture
Cyclo d'Or d'Honneur pour Eric Khoo

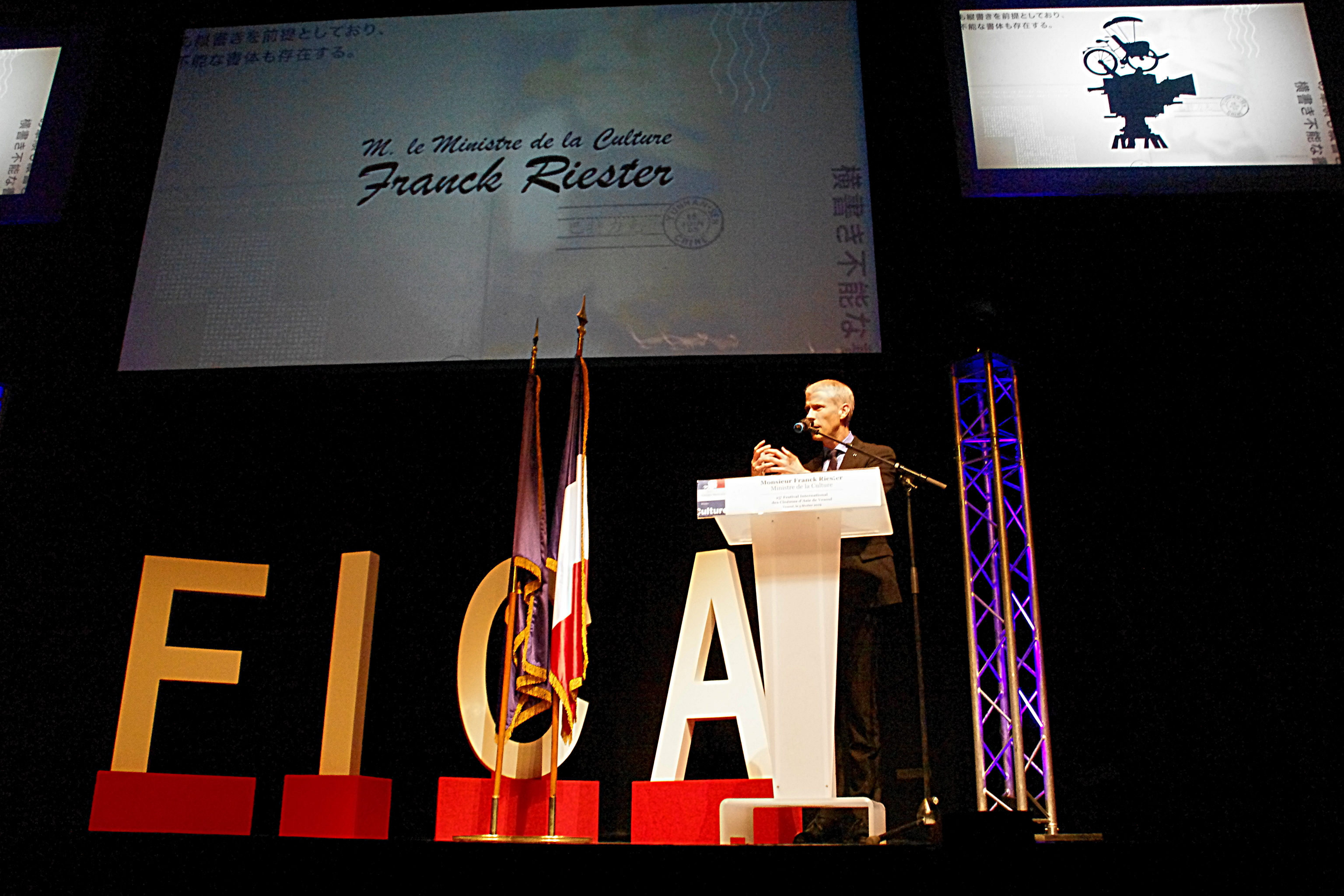
Présence du Ministre de la Culture, Franck Riester

Le 12 février 2019, le palmarès est dévoilé : le Cyclo d'or est remporté par Jinpa de Pema Tseden, le grand prix du jury est décerné à Rona Azim's Mother de Jamshid Mahmoudi et le prix du jury à Sub-Zero Wind de Kim Yuri.

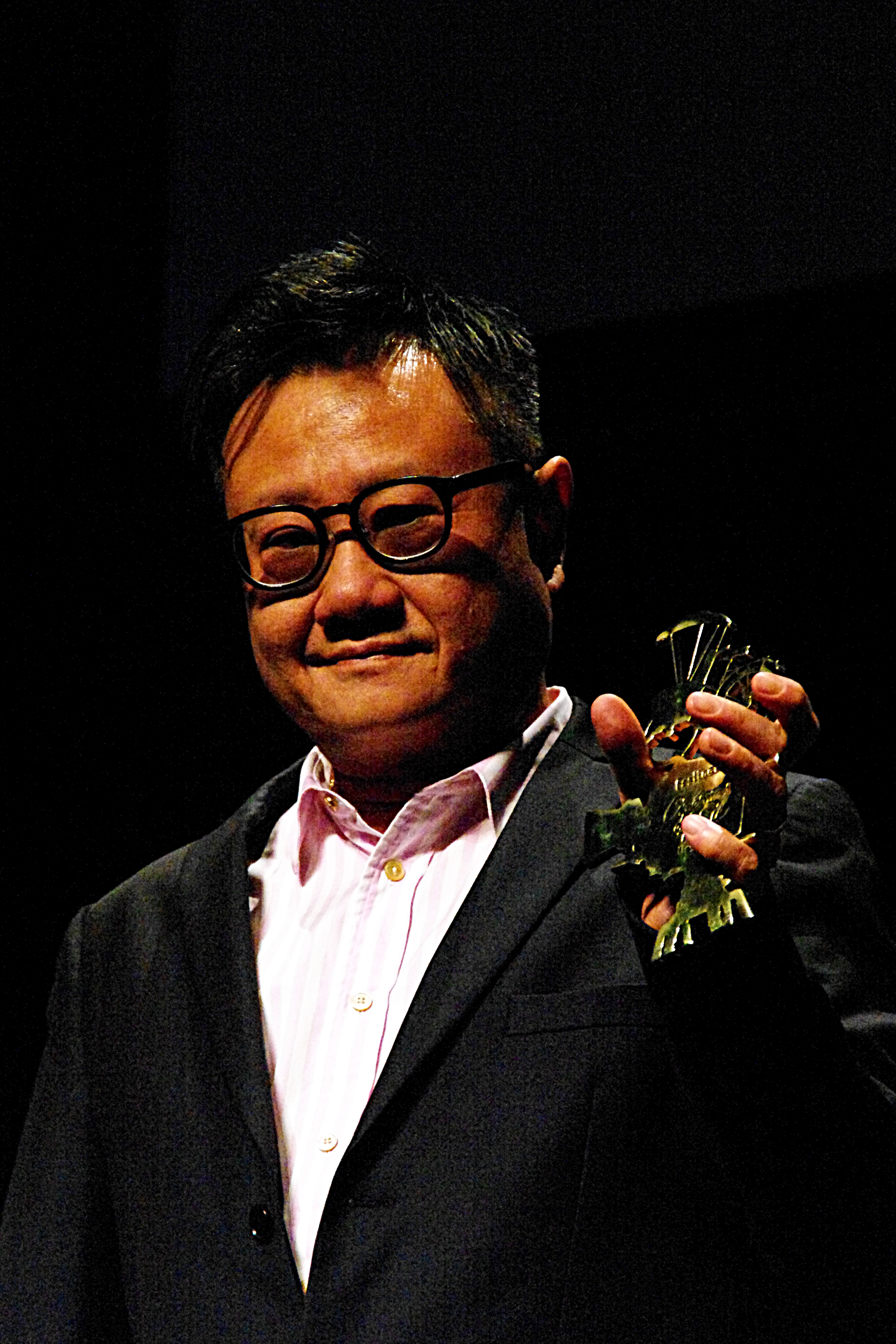
Eric Khoo, Cyclo d'Or d'Honneur

## Jurys

### Jury International

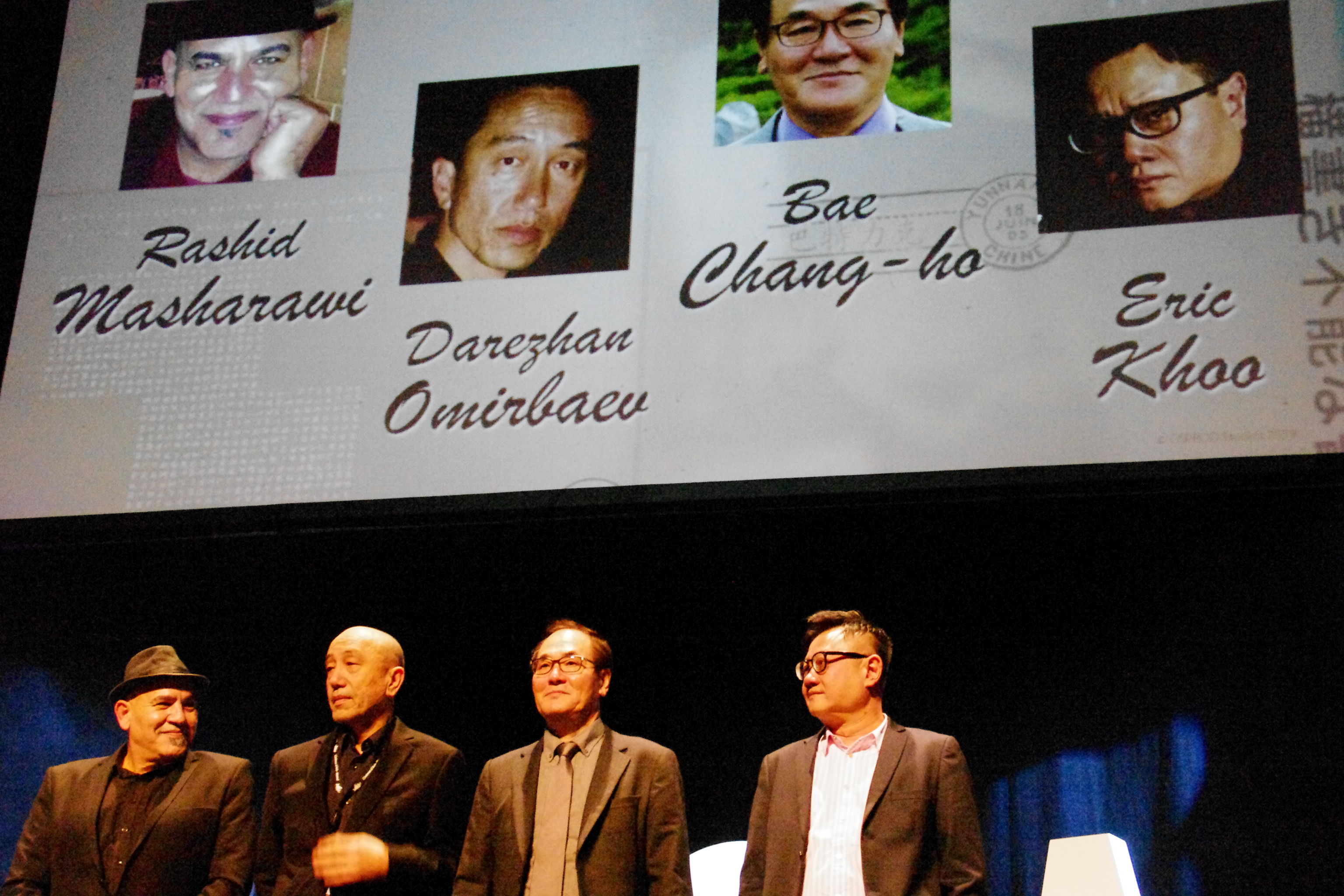
Le Jury International: Rashid Masharawi, Darezhan Omirbayev, Bae Chang-ho et Eric Khoo, Président

- Eric Khoo (président du jury), réalisateur  Singapour
- Bae Chang-ho, réalisateur  Corée du Sud
- Rashid Masharawi, réalisateur  Palestine
- Darezhan Omirbaev, réalisateur  Kazakhstan

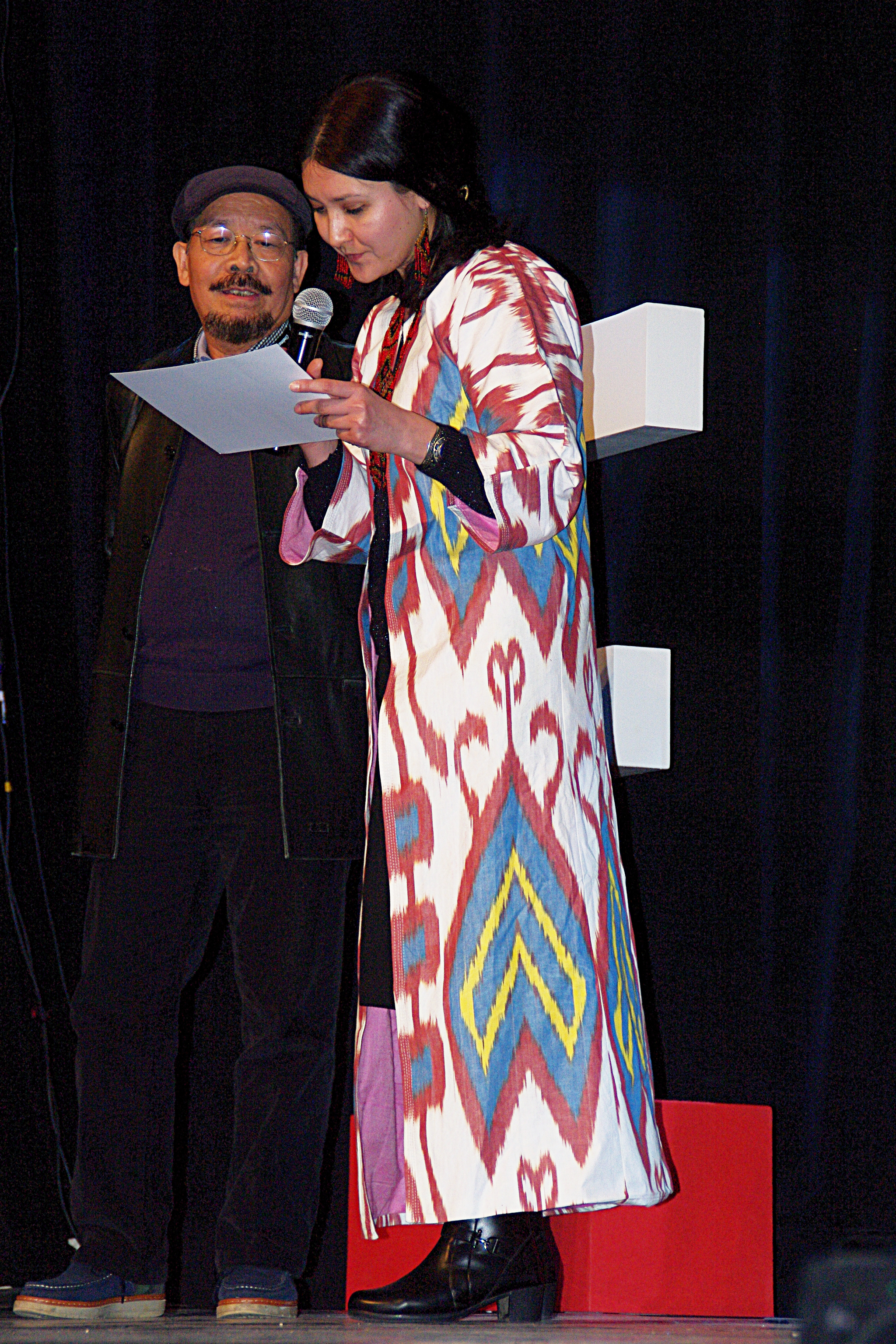
Le Jury Netpac: Freddie Wong et Sharofat Arabova

### Jury NETPAC
- Freddie Wong
- Sharofat Arabova
- Shahla Nadhi

## Sélection

### En compétition
Films de fiction :
- Rona Azim's Mother de Jamshid Mahmoudi  Afghanistan
- The Swingmaker de Da Xiong  Chine
- Jinpa de Pema Tseden  Chine  Tibet
- Sub-Zero Wind de Kim Yuri  Corée du Sud
- A Family Tour de Liang Ying  Hong Kong  Taïwan  Malaisie  Singapour
- Widow of Silence de Praveen Morchhale  Inde
- African Violet de Mona Zandi Haghighi  Iran
- His Lost Name de Hirose Nanako  Japon
- Waiting for Sunset de Carlo Enciso Catu  Philippines

### Avant-premières
- Funan de Denis Do  France  Cambodge
- Working Woman de Michal Aviad  Bhoutan
- Alpha, The Right To Kill de Brillante Mendoza  Philippines
- Les Étendues Imaginaires de Yeo Siew-hua  Singapour
- Sibel de Çağla Zencirci et Guillaume Giovanetti  Turquie

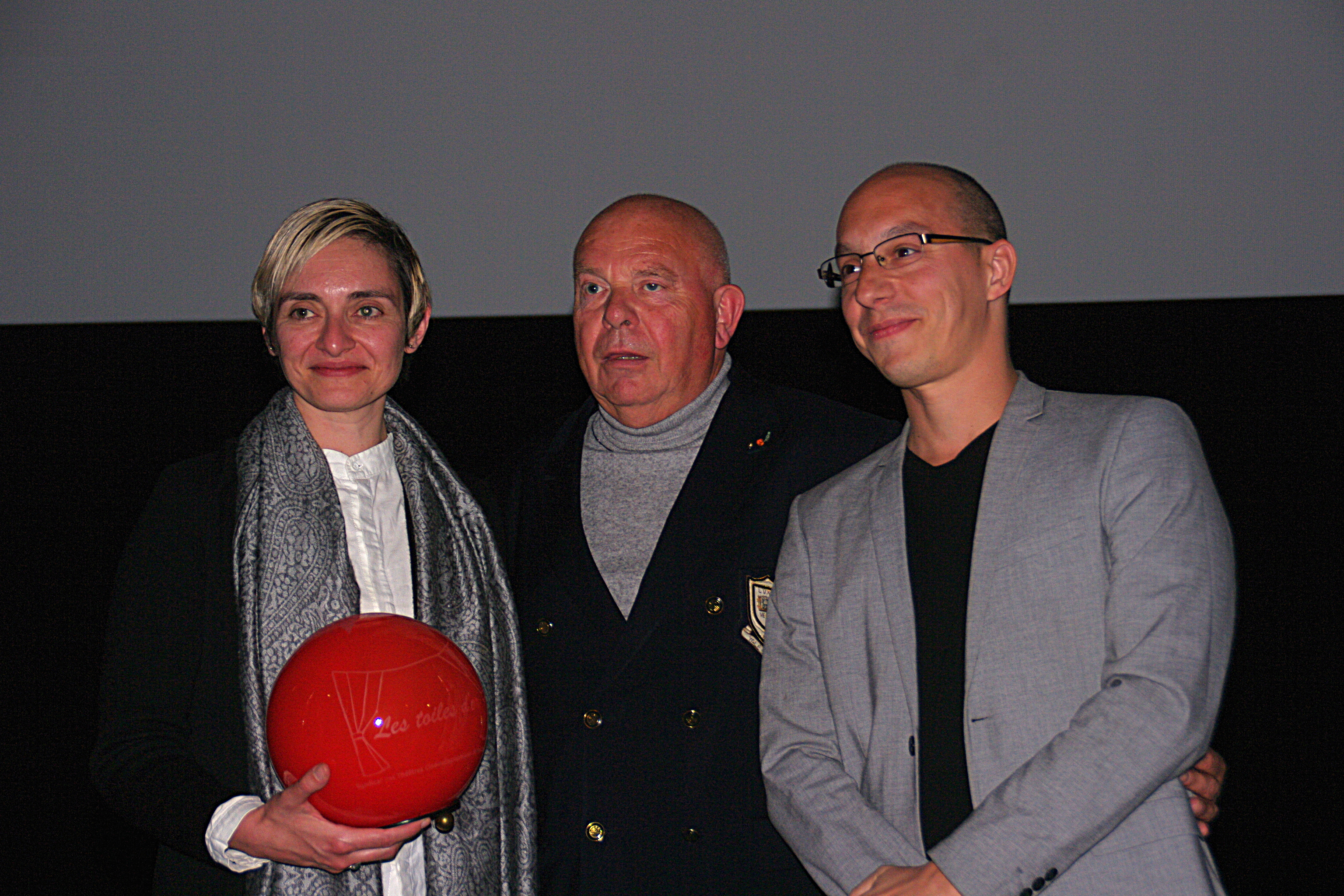
Çağla Zencirci et Guillaume Giovanetti, lauréat du Prix des Exploitants entourant Jean Claude Tupin, directeur du Groupe Majestic lors de la remise du Prix le 30 Avril 2019 à Vesoul

### Japonismes
- Rashōmon de Akira Kurosawa
- Les Sept Samouraïs de Akira Kurosawa
- Carmen revient au pays de Keisuke Kinoshita
- La Porte de l'enfer de Teinosuke Kinugasa
- Les Contes de la lune vague après la pluie de Kenji Mizoguchi
- Les Amants crucifiés de Kenji Mizoguchi
- L'Intendant Sansho de Kenji Mizoguchi
- Voyage à Tokyo de Yasujirō Ozu
- Godzilla de Ishirō Honda
- Chronique du soleil à la fin de l'ère Edo de Yūzō Kawashima
- Le Pavillon d'or de Kon Ichikawa
- La Ballade de Narayama de Shōhei Imamura

### Hommage àHiam Abbass
- Haïfa
- Démolition (Raddem)
- La Danse éternelle
- La Fiancée syrienne
- Paradise Now
- Free Zone
- Les Citronniers
- L'Aube du monde
- Miral
- Héritage
- May in the Summer
- Dégradé
- Une famille syrienne

### Animation
- Have a Nice Day de Liu Jian  Chine
- Wardi de Mats Grorud  France  Norvège
- Happiness Road de Sung Hsin-yin  Taïwan

### Jeune Public
- Les Petits canards intelligents de Yu Zheguang  Chine
- Panda Petit Panda de Isao Takahata  Japon
- Iqbal, l'enfant qui n'avait pas peur de Michel Fuzellier et Babak Payami  France  Italie

## Palmarès
- Cyclo d'or : Jinpa de Pema Tseden
- Grand prix du jury : Rona Azim's Mother de Jamshid Mahmoudi
- Prix du Jury : Sub-Zero Wind de Kim Yuri
- Prix du jury Netpac  : A Family Tour de Liang Ying
- Prix de la critique : Jinpa de Pema Tseden
- Prix Inalco  : Rona Azim's Mother de Jamshid Mahmoudi
- Coup de cœur Inalco  : Jinpa de Pema Tseden
- Prix du public du film de fiction : (ex æquo) African Violet de Mona Zandi Haghighi et Waiting for Sunset de Carlo Enciso Catu
- Prix du jury lycéen : African Violet de Mona Zandi Haghighi
- Cyclo d'or d'honneur : Eric Khoo

Galerie
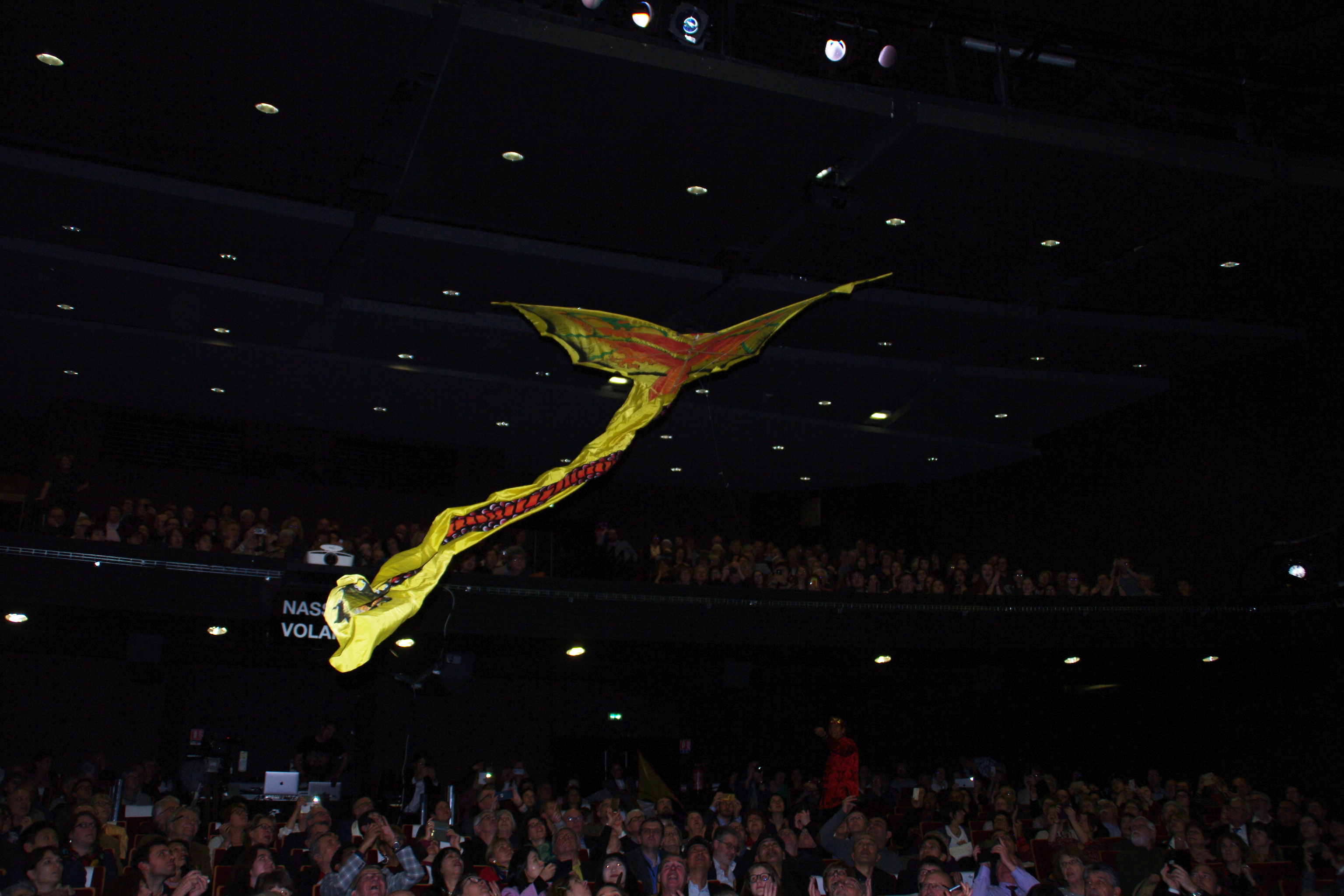
Spectacle de Cerfs Volants par Nasser Volant
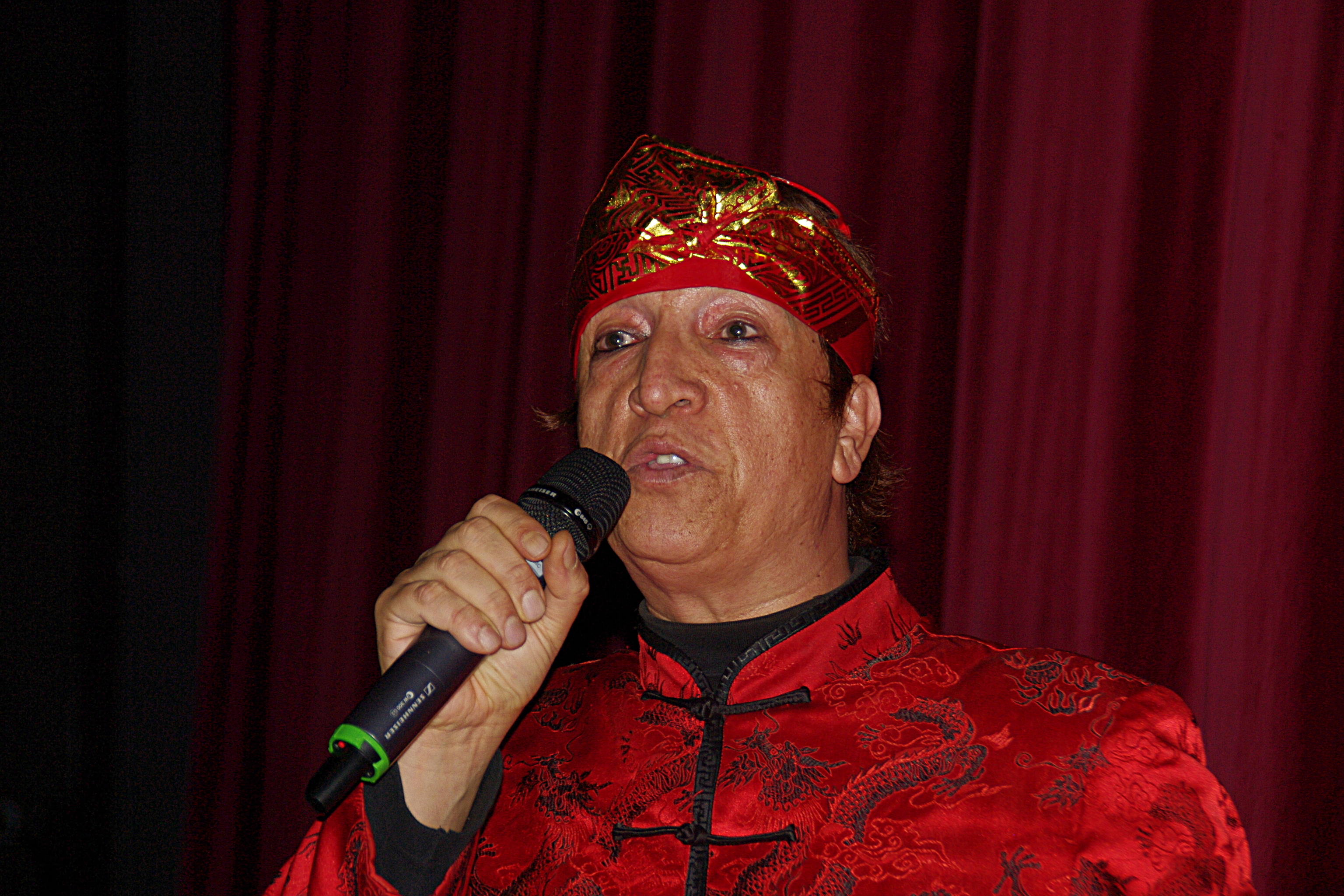
Nasser Volant
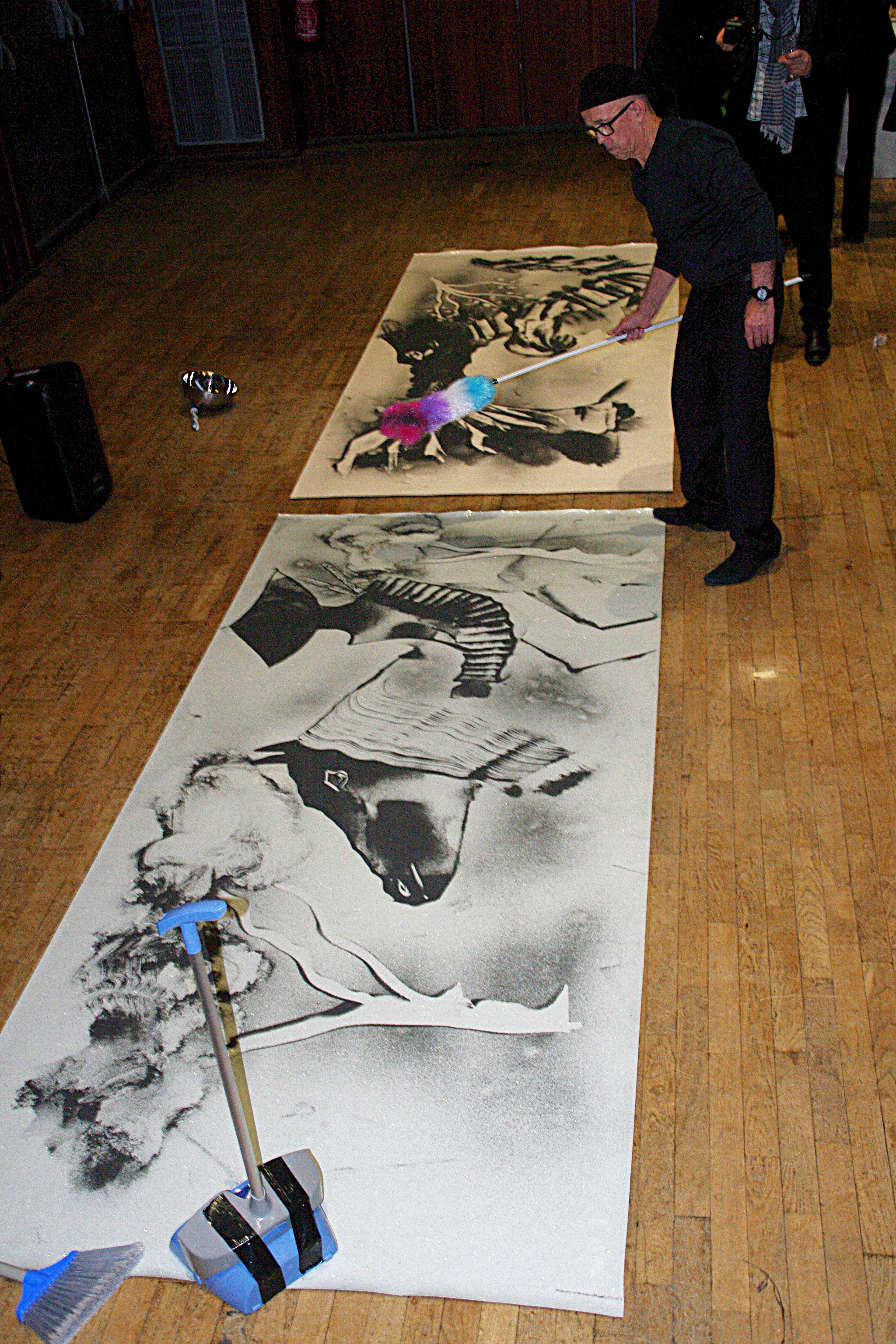
Dessins sur Sable par Christian Pochet
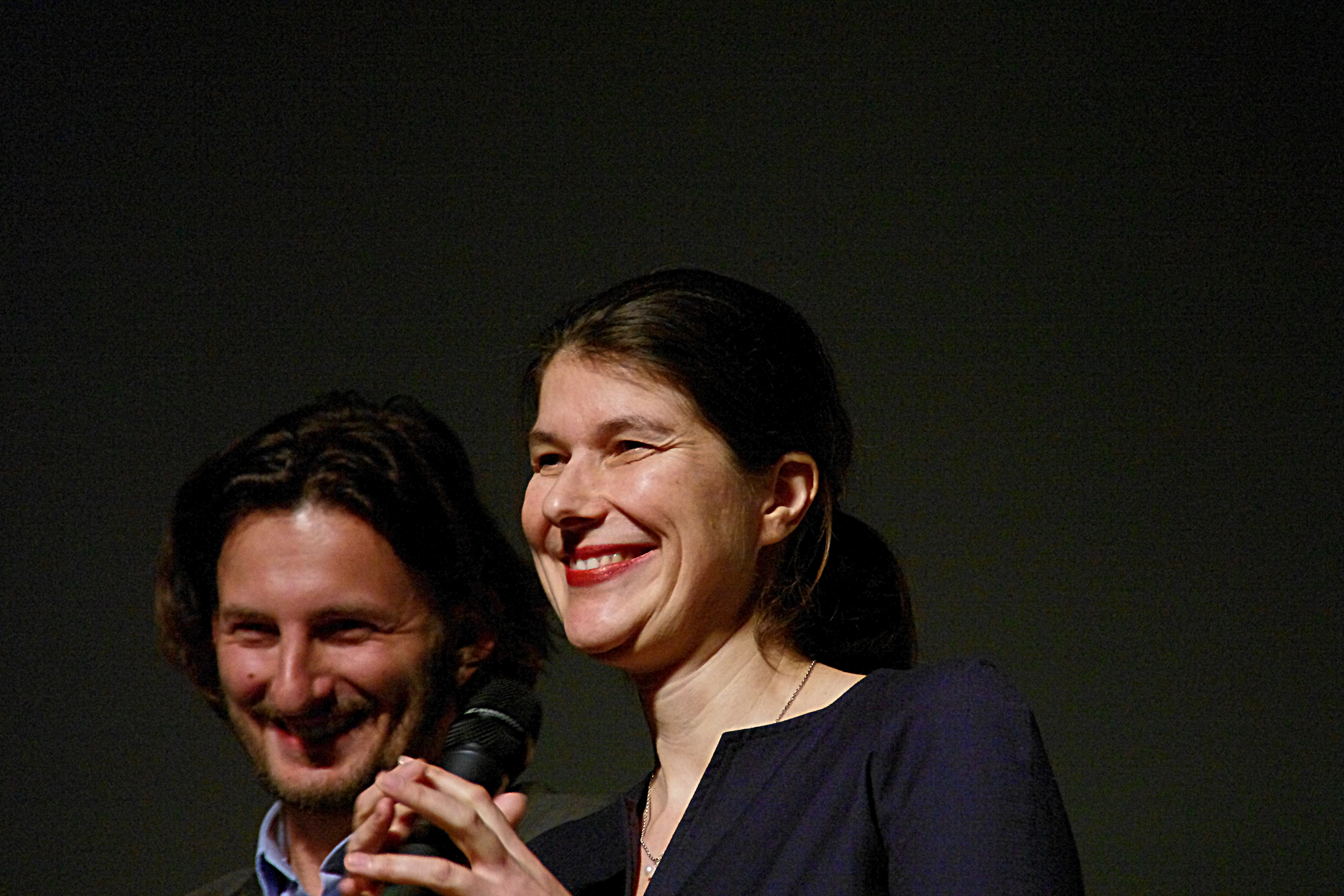
Jill Coulon
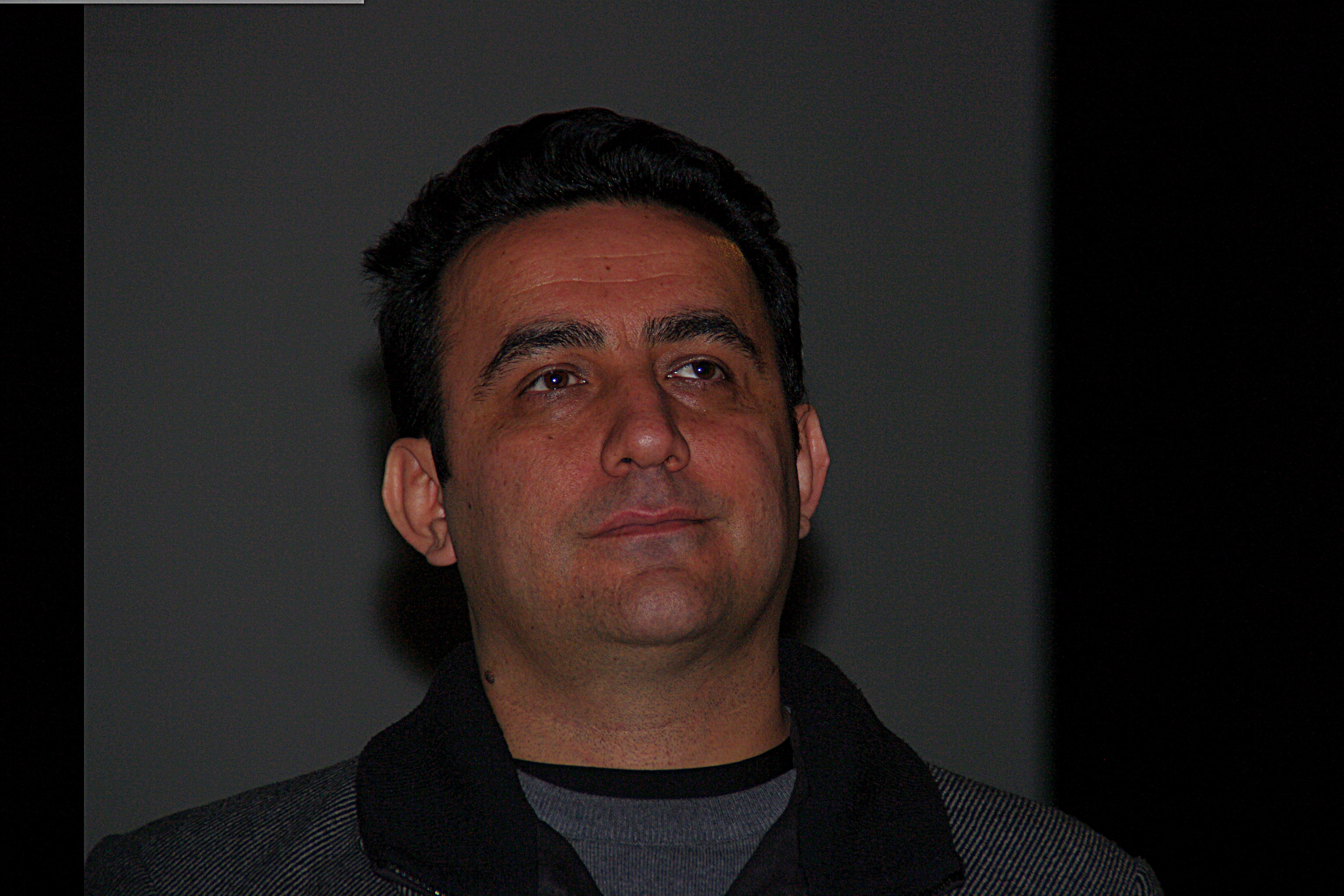
Jamshid Mahmoudi
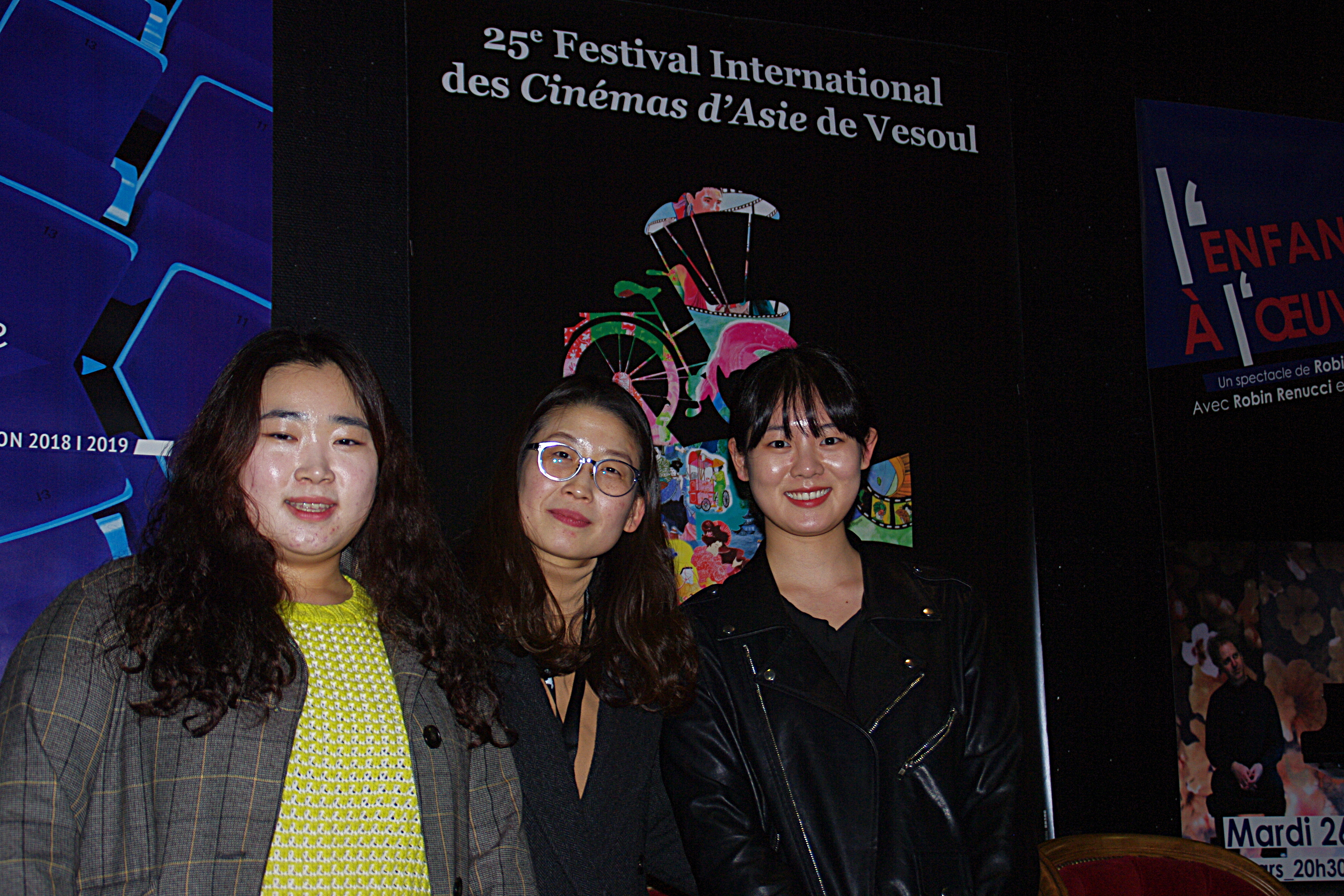
La réalisatrice du film Sub-zero Wind, Kim Yu-ri entourée de ses actrices Ok Su-boon et Kwon Han-sol
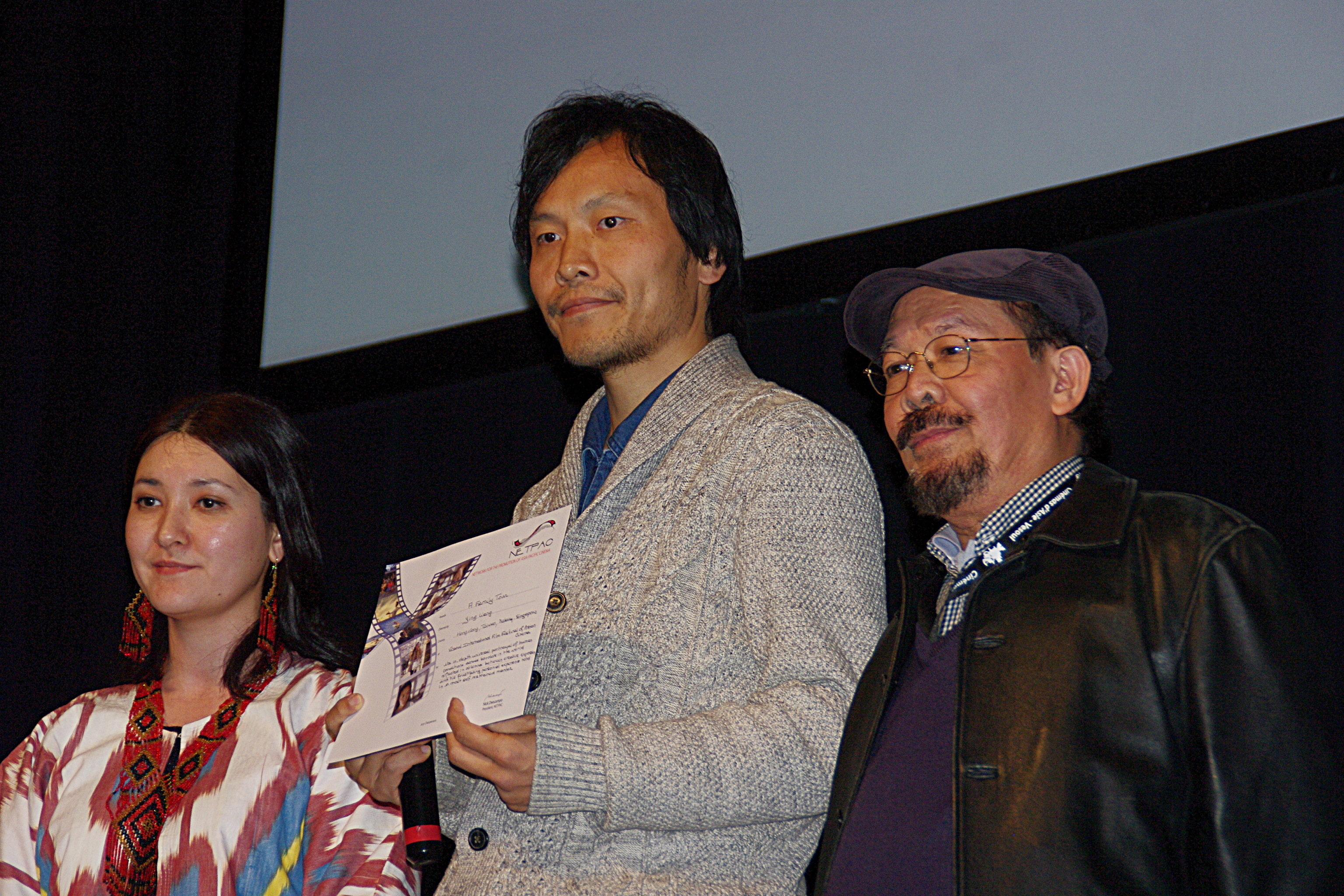
Ying Liang, Prix du Jury Netpac en compagnie du Jury, Sharofat Arabova et Freddie Wong
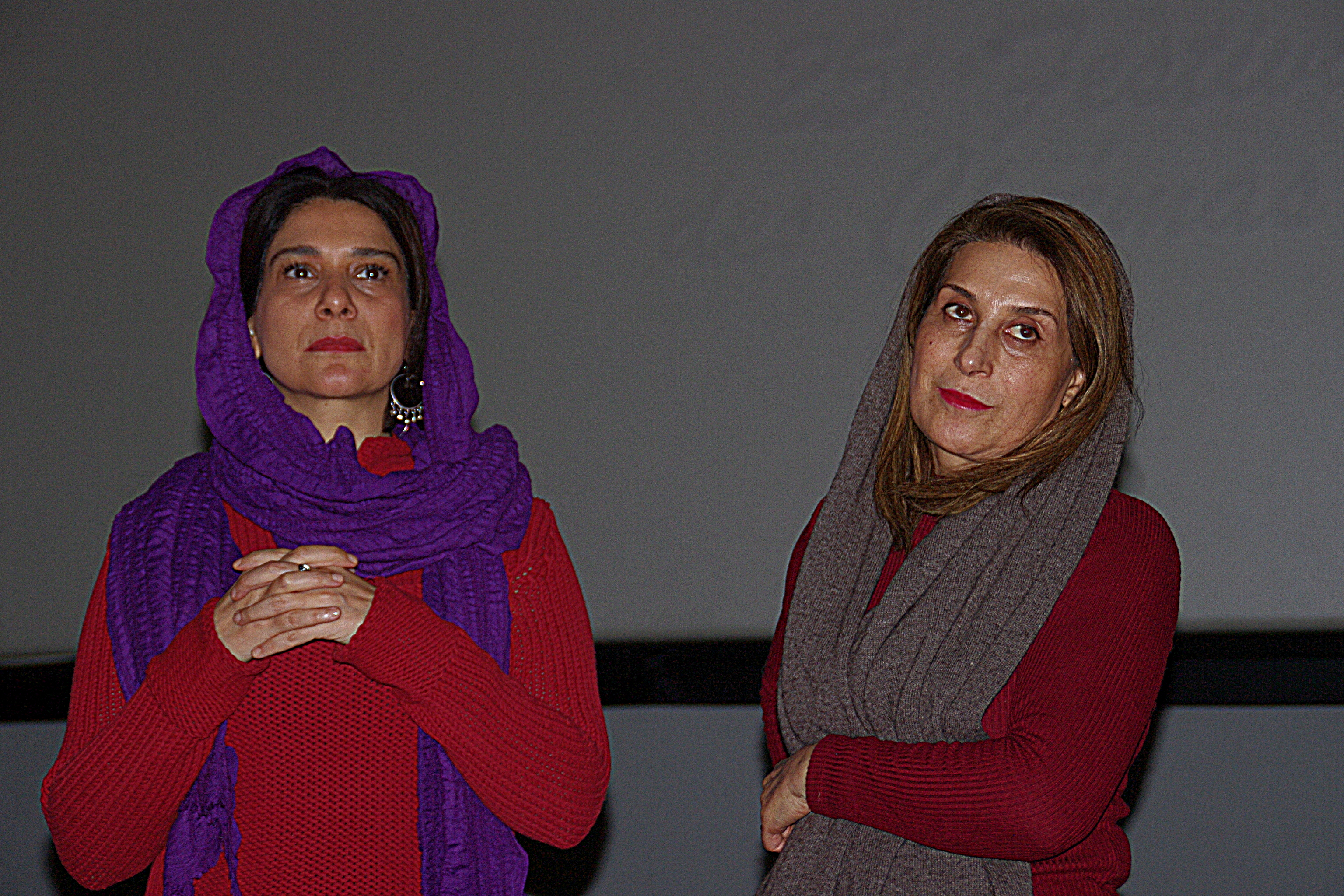
La réalisatrice Mona Zandi Haghighi et l'actrice Fatemeh Motamed Arya
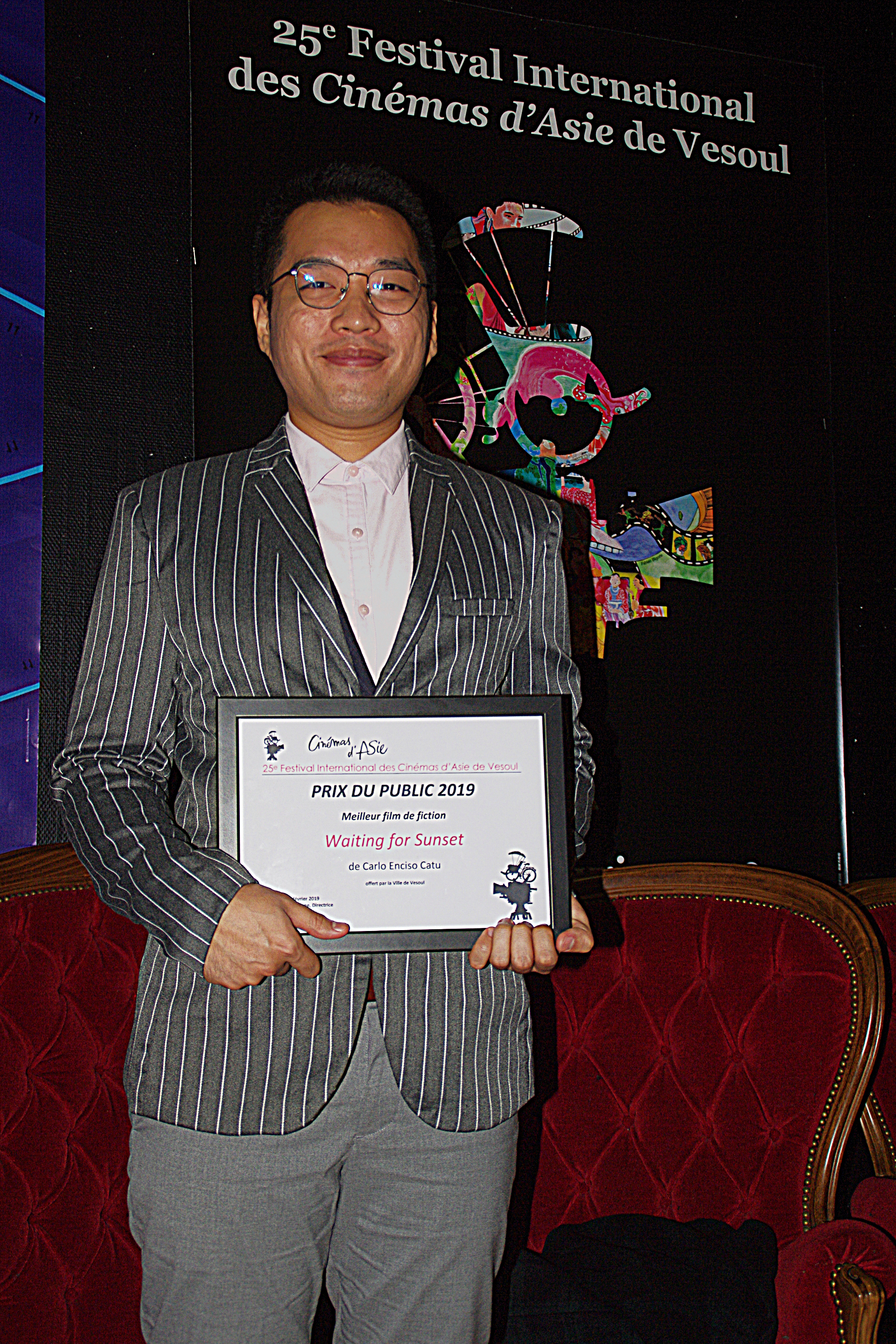
Carlo Enciso Catu
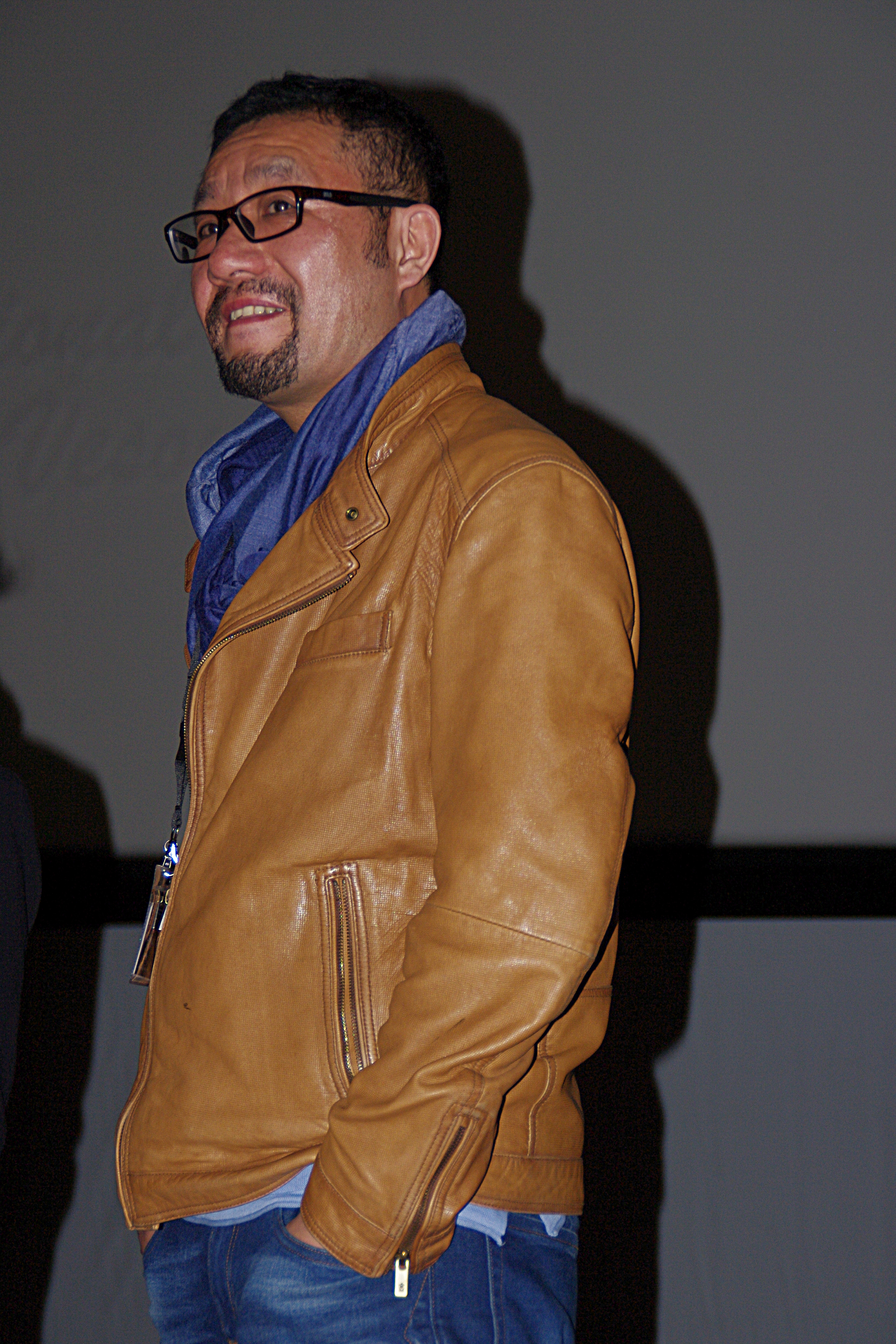
Da Xiong
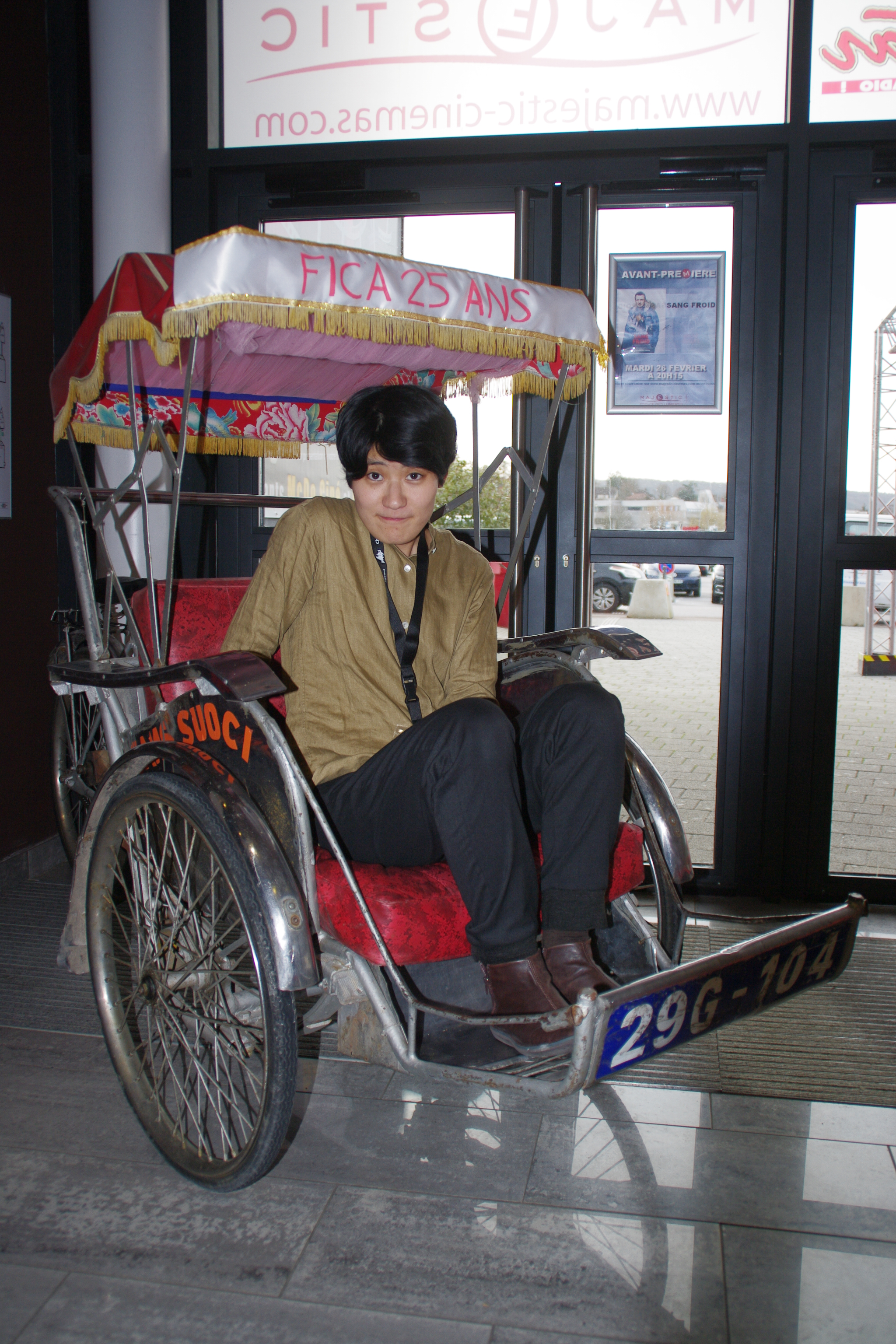
Nanako Hirose
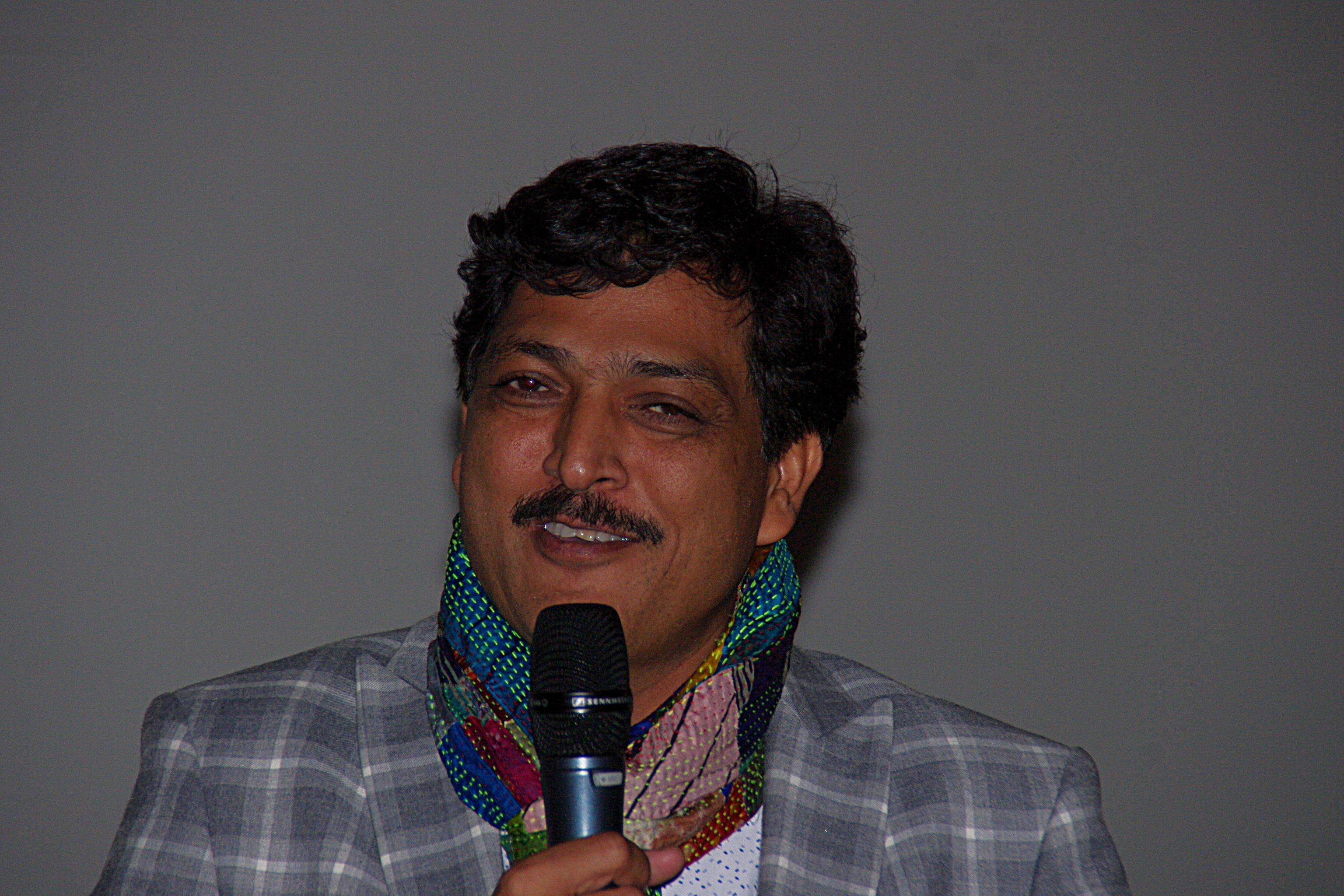
Praveen Morchhale
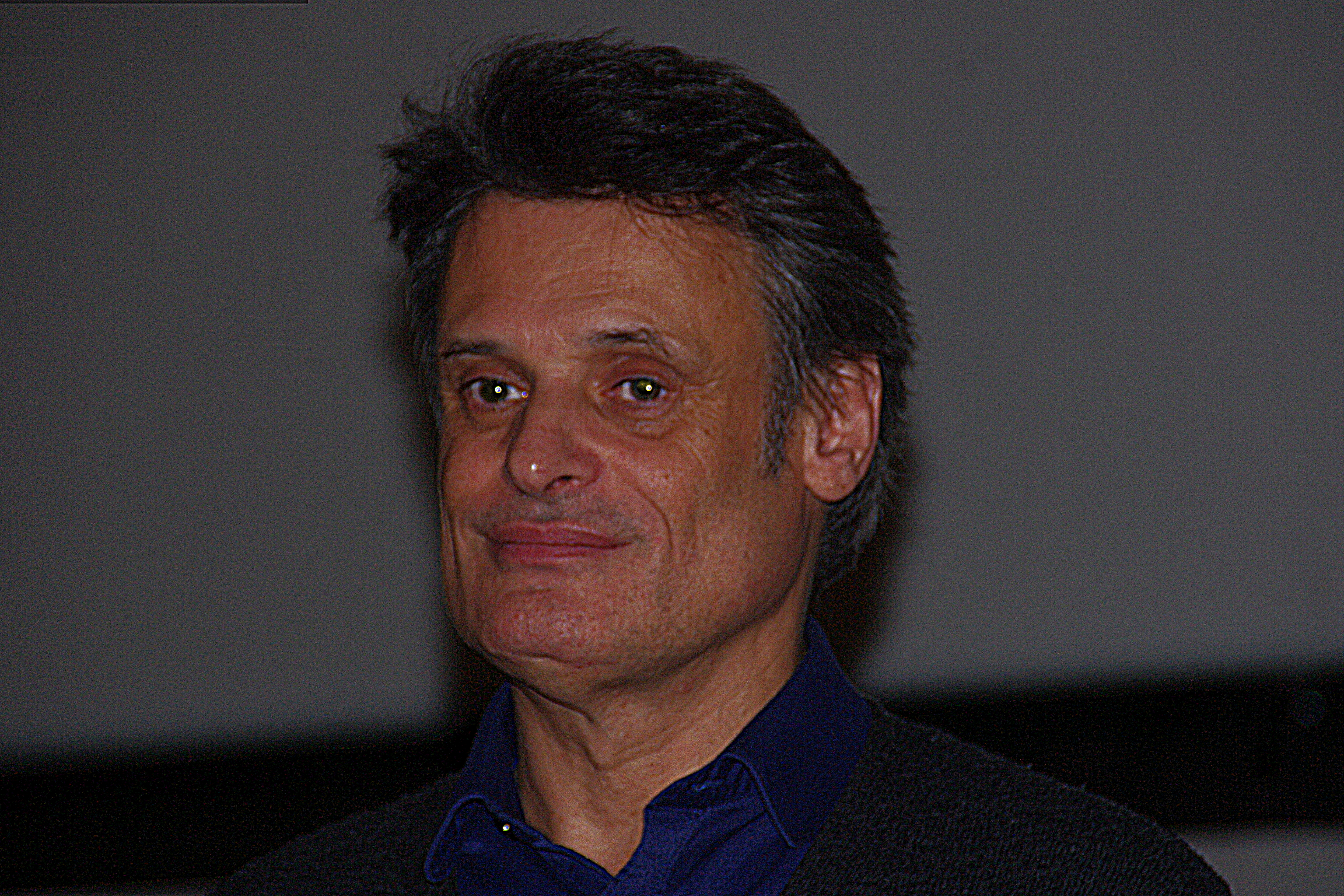
Charles de Meaux
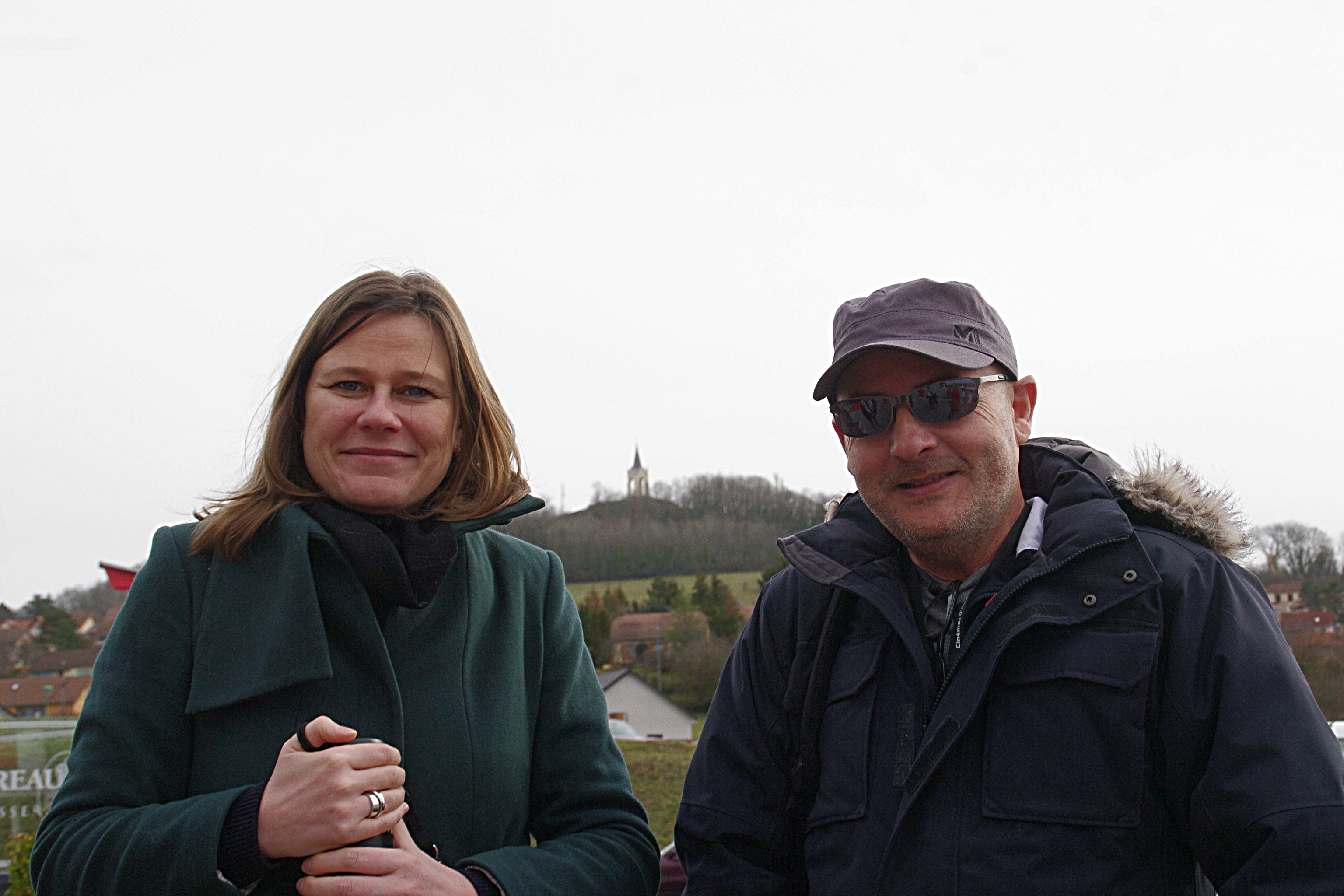
Isabelle Coulon et Jean Michel Corillon
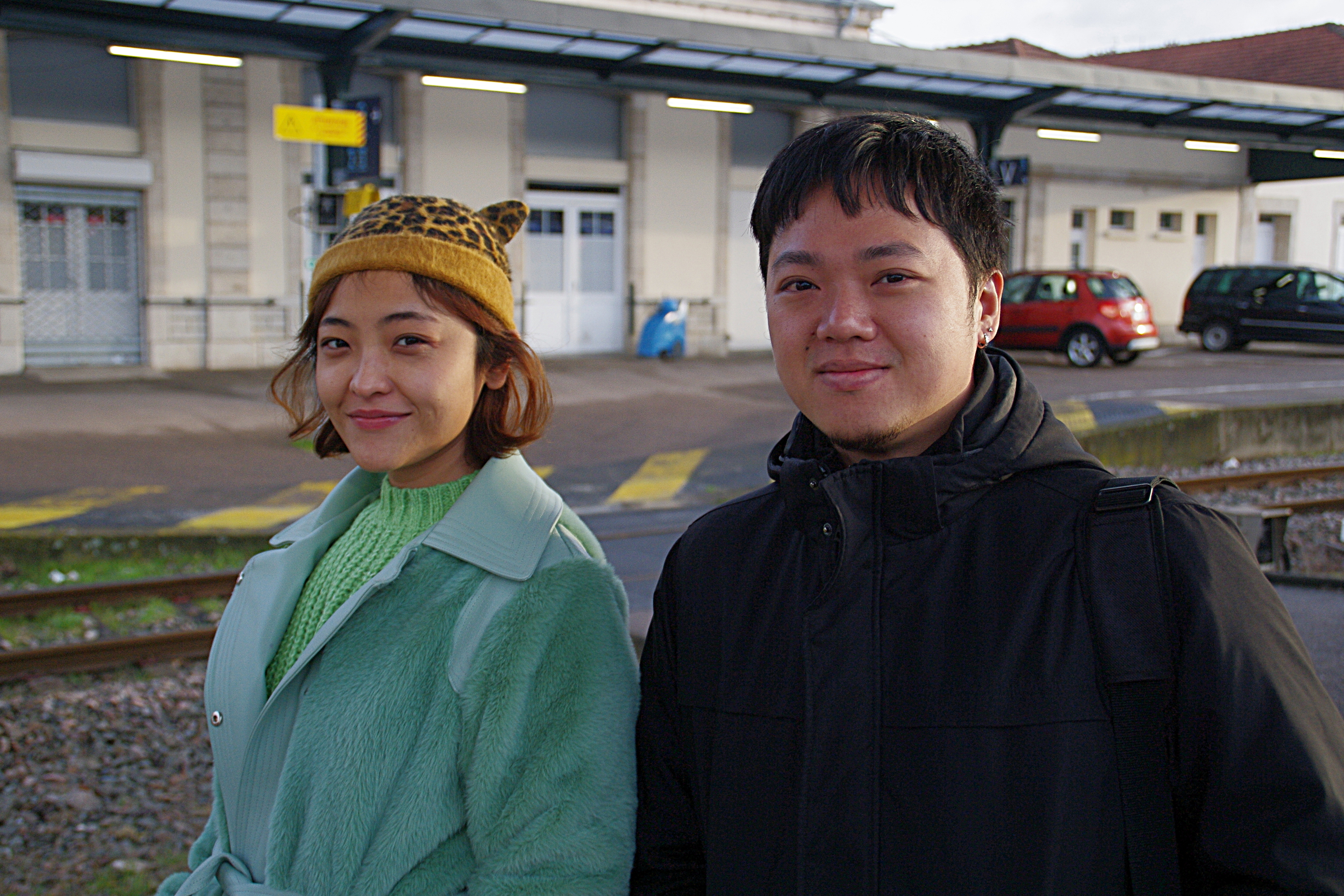
L'actrice Luna Kwok (Guo Yue) et le réalisateur Yeo Siew Hua
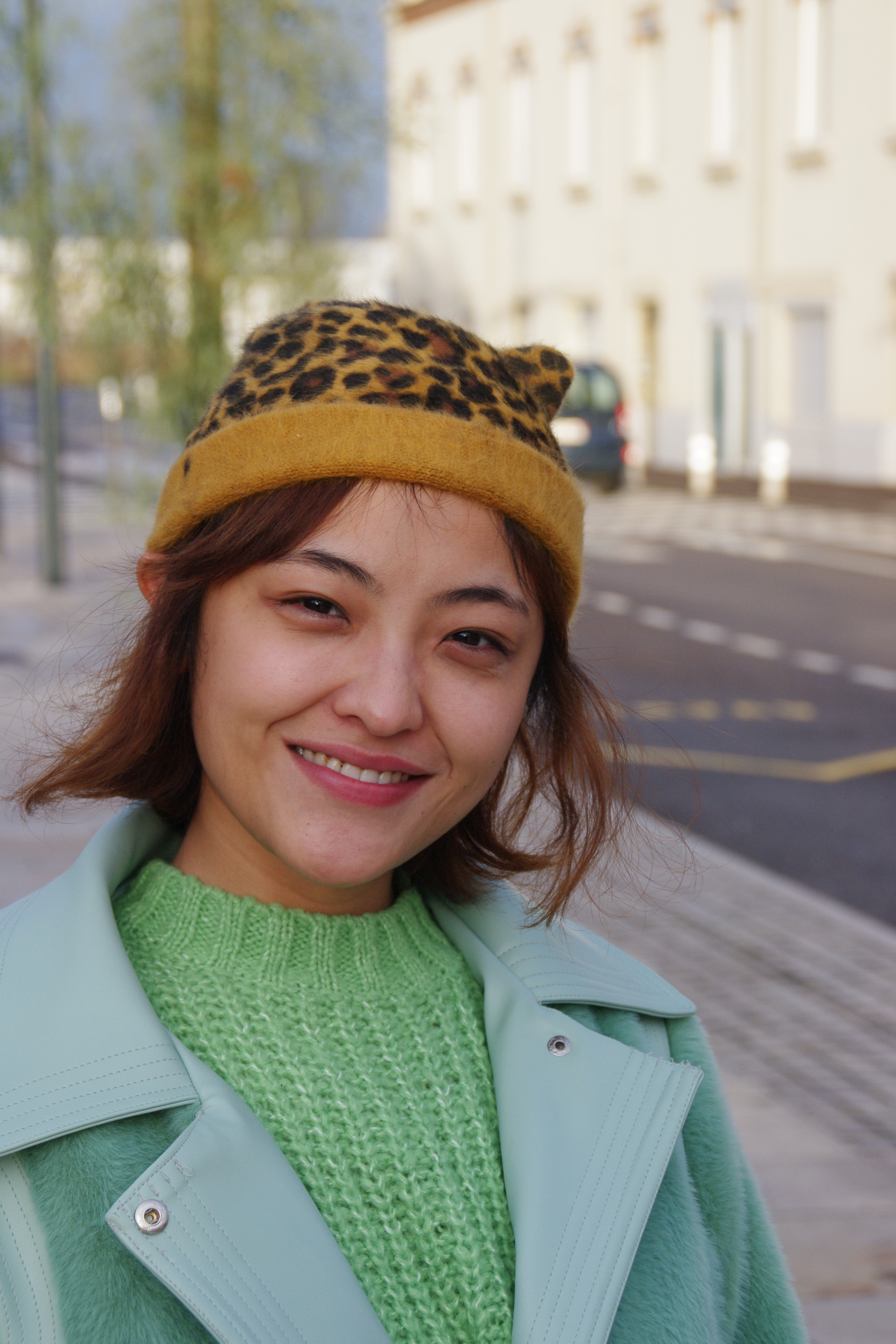
Luna Kwok
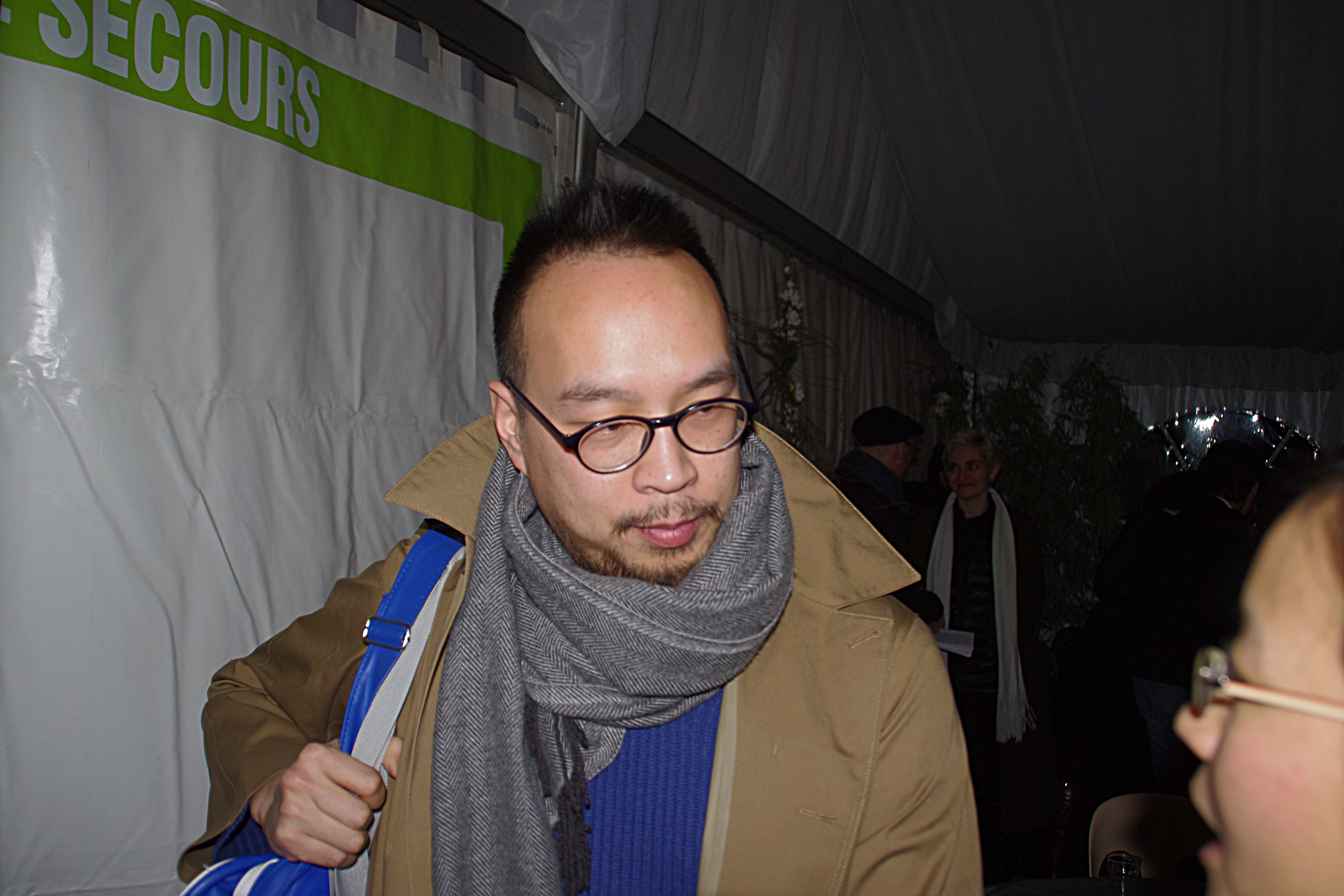
Denis Do
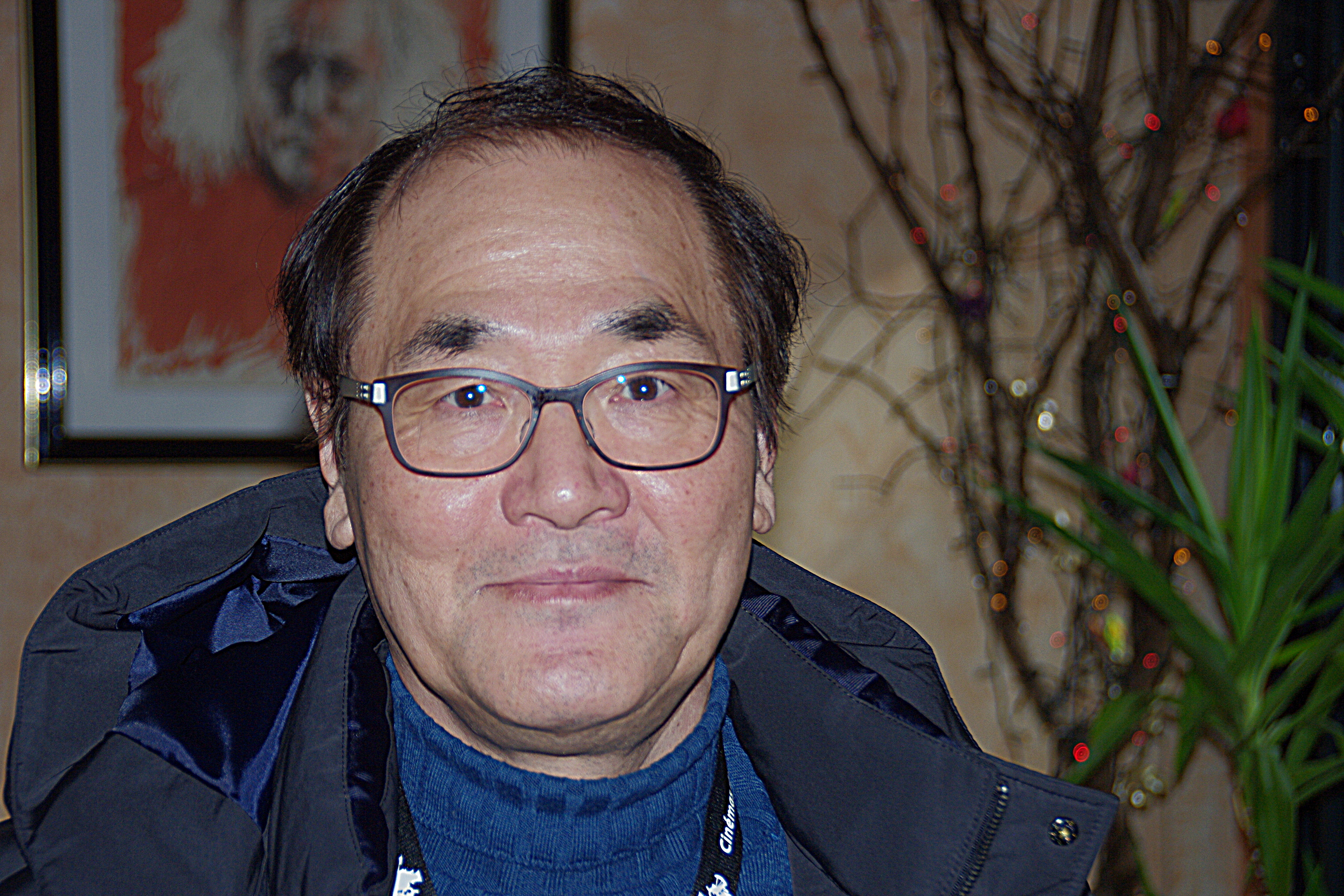
Bae Chang-ho